# Асен фон Хартенау
Граф Крум-Асен Лудвиг Александър фон Хартенау е син на абдикиралия български княз Александър I Батенберг и актрисата Йохана Лойзингер.

## Биография
Роден е на 16 януари 1890 г. в Грац, тогава в Австро-Унгария. Негов кръстник е българският политик Константин Стоилов. Понеже баща му встъпва в брак с жена без благородническо потекло, семейството престава да носи името фон Батенберг и приема титлата граф фон Хартенау, която е приета като фамилно име и от потомците на Александър Батенберг.
На 7 май 1934 г. се жени за Берта Хуса-Рамос (1892 – 1971). Те нямат деца. Асен фон Хартенау осиновява своя доведен син Вилхелм.
Крум-Асен има и сестра, Вера-Цветана фон Хартенау, която умира доста по-рано от него и също няма деца.
Асен фон Хартенау умира на 15 март 1965 г. във Виена, Австрия.